# 달라비아 항공
달라비아 항공(영어: Dalavia-Far Eastern Airways, 러시아어: Авиакомпания)은 러시아 극동지방을 거점으로 하는 항공 회사이며, 1953년에 설립되어 2009년에 청산된 항공사로 도산 이후 국제선 노선은 블라디보스토크 항공에 인수되었다.

## 역사
1953년 하바롭스크 항공으로 설립되어 러시아 극동 지역과 중국과 아시아를 잇는 노선을 중심으로 영업을 했다. 또한 대한민국에 지사를 세웠고 2000년대 중반까지 운항을 했다. 하지만 2000년대 들어 탑승객 숫자가 줄어 들면서 경영난에 빠졌고 거기에 막대한 부채를 지게 되자 러시아 정부가 항공사를 사들였다. 2008년 러시아 정부는 운항을 중단했고 2009년에 항공사는 완전히 청산됐다.